# Intuition (travhäst)
Intuition född 21 februari 2018, är en fransk varmblodig travhäst som tränades av Tomas Malmqvist och reds av Adrien Lamy.
Hon började tävla i mars 2021 och inledde med en tredjeplats för att sedan ta sin första seger i tredje starten. Hon sprang under sin karriär in 464 890 euro på 34 starter, varav 7 segrar och 5 andraplatser samt 2 tredjeplatser. Karriärens största segrar kom i Prix du Président de la République (2022) och Prix des Élites (2022).
Hon segrade även i Prix Émile Riotteau (2023), Prix Olry-Roederer (2022) och hon har även kommit på andraplats i Prix Jean Gauvreau (2023).

## Statistik
| Statistik för Intuition (Ref.) | Statistik för Intuition (Ref.) | Statistik för Intuition (Ref.) | Statistik för Intuition (Ref.) | Statistik för Intuition (Ref.) | Statistik för Intuition (Ref.) |
| ------------------------------ | ------------------------------ | ------------------------------ | ------------------------------ | ------------------------------ | ------------------------------ |
| Starter                        | Placeringar                    | Startprissumma                 | Segerprocent                   | Platsprocent                   | Rekord                         |
| 34                             | 7-5-2                          | 464 890 euro                   | 21 %                           | 41 %                           | 1.10,8ak,                      |

### Större segrar
| År   | Lopp                               | Kusk        | Vinstbelopp | Grupp   |
| ---- | ---------------------------------- | ----------- | ----------- | ------- |
| 2022 | Prix du Président de la République | Adrien Lamy | 108 000 EUR | Grupp 1 |
| 2022 | Prix Émile Riotteau                | Adrien Lamy | 54 000 EUR  | Grupp 2 |
| 2022 | Prix des Élites                    | Adrien Lamy | 108 000 EUR | Grupp 1 |
| 2022 | Prix Olry-Roederer                 | Adrien Lamy | 36 000 EUR  | Grupp 3 |